# Helmut Steiner
Helmut Steiner (* 7. Februar 1936 in Christophhammer; † 14. Februar 2009 in Berlin) war ein Soziologe und Wissenschaftshistoriker.

## Werdegang
Steiner war der Sohn einer katholischen Flüchtlingsfamilie aus den Sudeten. Er studierte von 1954 bis 1958 Wirtschaftswissenschaften an der Humboldt-Universität zu Berlin und war Assistent bei Kurt Braunreuther. 1963 promovierte er nach Querelen durch Ideologen und Behörden an der Humboldt-Universität mit einer Dissertation zur Soziologie der Angestellten in Westdeutschland.
Ab 1979 und bis 1991 war Steiner Professor für Soziologie an der Akademie der Wissenschaften der DDR. Er arbeitete seit den 1960er Jahren u. a. über Probleme der aktuellen und historischen, gesellschaftlichen und theoretischen Entwicklung in der Sowjetunion. Er war von 1990 bis 1994 Chefredakteur der Utopie kreativ und hat über 500 Publikationen veröffentlicht.
Seit 1994 war Steiner Mitglied der Leibniz-Sozietät.

## Schriften
- Fragen der marxistischen Soziologie. Ökonomie und Gesellschaft in der deutschen bürgerlichen Soziologie. Wissenschaftsgeschichtliche Studie. Berlin 1964 (Wissenschaftliche Zeitschrift der Humboldt-Universität zu Berlin. Sonderband).
- Soziale Strukturveränderungen im modernen Kapitalismus. Zur Klassenanalyse der Angestellten im modernen Kapitalismus. Dietz, Berlin 1967.
- mit Wladimir A. Jadow (Hrsg.):  Wohin? Rußland aus der Sicht russischer Soziologen. Trafo, Berlin 1999 ISBN 3-89626-215-7.
- Klassengesellschaft im Umbruch. Soziale Mobilitätsprozesse in der DDR-Gesellschaft. Hrsg. von Gustav-Wilhelm Bathke und Hansgünter Meyer. Edition Sigma, Berlin 2010 ISBN 978-3-8360-3577-4.